# 想定建物
想定建物（そうていたてもの）は、設計手法の一つである。

## 概要
通常、不動産鑑定評価書において「土地残余法」および「収益還元法」というものに関連して、収益価格を求める為に建物床面積を知る為の基礎資料として、不動産鑑定士が一級建築士へ依頼する。
その対象となる敷地（画地ともいう）に参考となる既存建物が無い場合、最有効使用を想定した建物を想定することになる。
たとえ既存建物が有ったとしても、その建物が既存不適格で有ったりその後の法令等の変更によって、新たに設計が必要となる場合も考えられる。
不動産鑑定書とは、公的であれ私的であれ厳密に精査される性質を有するものなので、想定建物の設計はそれを支える資料という役割を担っている。実際に建築しないことを前提に、机上で行われる。

## 土地残余法
「土地残余法」とは、収益還元法によって収益価格を求める方法の一種である。
土地と建物が一体となって収益用の不動産を構成している場合において、その土地部分の収益価格のみを求める方法である。
その手順は、まず賃料等の総収益から支出する総費用を差し引いて土地と建物に帰属する純収益を求める。次に、このうち地上建物に帰属する純収益を控除し、最終的に求めた土地に帰属する純収益を土地の還元利回りで還元して、土地部分の収益価格を求める。
この方法では、地上建物が古かったり非効率であったりする場合は、土地に帰属する純収益が不適正になる。
そのため、注意が必要な更地を鑑定評価する場合に土地残余法を適用するためには、その土地の上に最有効使用の建物を建築した場合を想定して、前記の手順に従って土地に帰属する純収益を求める。ただし、建物が建築されるまでは収入がないのでこの点を補正し、その補正した純収益を土地の還元利回りで還元して収益価格を求める。
この他、開発法も関連している。